# Alex Song
Alexandre Dimitri Song Billong (født 9. september 1987 i Douala, Cameroun), bedre kendt som Alex Song, er en camerounsk fodboldspiller som spiller for Rubin Kazan. Han spiller sædvanligvis central midtbanespiller, men kan også spille som midtstopper. Han er nevø til den tidligere Liverpool-spiller Rigobert Song.

## Fodboldkarriere
Alexandre Song blev taget ind på Bastias ungdomshold i 2003/04 sæsonen, der spillede han fast, han spillede 34 kampe den sæson. Da han spillede for Bastia fik han interesse fra store klubber som Inter, Manchester United, Lyon og Middlesbrough. Han prøvespillede i Arsenal i 2005/2006 sæsonen, og han imponerede nok til at Arsene Wenger lånte ham resten af sæsonen. I juni 2006 blev Arsenals og Bastias ledelser enige om en overgangssum på £ 1.000.000.
Song fik sin Premier League-debut i Arsenals 2-0 sejr over Everton 19. september 2005, som en indskifter. Den sæson spillede han Champions League-kampe og var med i startopstillingen i Premier League-kampe, da spillere som Francesc Fabregas og Gilberto Silva var skadet eller hvilede.
Han scorede sit første mål for Arsenal mod Liverpool, da Arsenal vandt 6-3 på Anfield i Carling Cuppen, 9. januar 2007.
Song var på lån i Charlton Athletic i 2006/2007-sæsonen.

### Barcelona
Den 18. august 2012 blev der offentliggjort, at Arsenal havde solgt Song til Barcelona for 19 millioner euro.

## Landshold
Song står (pr. marts 2018) noteret for 49 kampe for Camerouns landshold, som han debuterede for i februar 2008 i en kamp mod Egypten. Han har repræsenteret sit land ved VM i 2010, OL i 2008 samt Africa Cup of Nations i både 2008 og 2010.

## Statistik
| Klub                     | Sæson         | League | League | League  | Cup   | Cup | Cup     | Europa | Europa | Europa  | Total | Total | Total   |
| Klub                     | Sæson         | Kampe  | Mål    | Assists | Kampe | Mål | Assists | Kampe  | Mål    | Assists | Kampe | Mål   | Assists |
| ------------------------ | ------------- | ------ | ------ | ------- | ----- | --- | ------- | ------ | ------ | ------- | ----- | ----- | ------- |
| Bastia                   | 2004–05       | 31     | 0      | 0       | 0     | 0   | 0       | 0      | 0      | 0       | 31    | 0     | 0       |
| Total                    | Total         | 31     | 0      | 0       | 0     | 0   | 0       | 0      | 0      | 0       | 31    | 0     | 0       |
| Arsenal (loan)           | 2005–06       | 5      | 0      | 0       | 2     | 0   | 0       | 2      | 0      | 0       | 9     | 0     | 0       |
| Arsenal                  | 2006–07       | 2      | 0      | 0       | 3     | 1   | 0       | 1      | 0      | 0       | 6     | 1     | 0       |
| Charlton Athletic (loan) | 2006–07       | 12     | 0      | 1       | 0     | 0   | 0       | 0      | 0      | 0       | 12    | 0     | 1       |
| Arsenal                  | 2007–08       | 9      | 0      | 0       | 3     | 0   | 1       | 3      | 0      | 0       | 15    | 0     | 1       |
| Arsenal                  | 2008–09       | 31     | 1      | 1       | 6     | 0   | 2       | 11     | 1      | 0       | 48    | 2     | 3       |
| Arsenal                  | 2009–10       | 26     | 1      | 1       | 2     | 0   | 0       | 10     | 0      | 1       | 38    | 1     | 2       |
| Arsenal                  | 2010–11       | 31     | 4      | 2       | 6     | 0   | 0       | 5      | 1      | 1       | 42    | 5     | 3       |
| Arsenal                  | 2011–12       | 7      | 1      | 3       | 0     | 0   | 0       | 5      | 0      | 1       | 12    | 1     | 4       |
| Arsenal total            | Arsenal total | 111    | 7      | 7       | 22    | 1   | 3       | 37     | 2      | 3       | 170   | 10    | 13      |
| Career total             | Career total  | 155    | 7      | 8       | 22    | 1   | 3       | 37     | 2      | 3       | 213   | 10    | 14      |

Statistikkerne er præcise indtil kampe spillet før den 2. oktober 2011